# Eukoeneniidae
Famille
Synonymes
- Koeneniidae Grassi & Calandruccio, 1885

Les Eukoeneniidae sont une famille de palpigrades.

## Liste des genres
Selon Palpigrades of the World (version 1.0) :
- Allokoenenia Silvestri, 1913
- Eukoenenia Börner, 1901
- Koeneniodes Silvestri, 1913
- Leptokoenenia Condé, 1965

Selon The World Spider Catalog (version 18.5, 2018) :
- †Electrokoenenia Engel & Huang, 2016

## Publication originale
- Petrunkevitch, 1955 : Arachnida. Treatise on Invertebrate Palaeontology, part P. Arthropoda 2, Geological Society of America & University of Kansas Press, Lawrence, p. 42-162.